# 30113 Kylerkuehn
30113 Kylerkuehn è un asteroide della fascia principale. Scoperto nel 2000, presenta un'orbita caratterizzata da un semiasse maggiore pari a 2,365798 UA e da un'eccentricità di 0,112097, inclinata di 4,874357° rispetto all'eclittica. Ha un diametro di 2,784 km.